# Percina uranidea
Percina uranidea és una espècie de peix de la família dels pèrcids i de l'ordre dels perciformes.

## Morfologia
Els mascles poden assolir els 7,8 cm de longitud total.

## Distribució geogràfica
Es troba a Nord-amèrica: conques dels rius St. Francis, White i Ouachita a Missouri, Arkansas i Louisiana (els Estats Units).